# Culex spinosus
Culex spinosus är en tvåvingeart som beskrevs av Lutz 1905. Culex spinosus ingår i släktet Culex och familjen stickmyggor. Inga underarter finns listade i Catalogue of Life.